# 麥淑芬
麥淑芬是香港TOM集團之首席財務官兼執行董事。

## 经历
麥淑芬持有澳洲新南威爾斯大學頒發之商科學士學位及法律學士學位。麥淑芬是一名律師，擁有新南威爾斯、英國與威爾斯及香港執業律師資格。在她20多歲時，在澳洲已晋升為律師事務所合伙人。於2000年加入TOM後擔任法律總監一職，及後於2001年即被委任為公司秘書。於2006年3月，麥獲委任執行董事。於2008年晋升為TOM集團首席財務官。
在任CFO其間，麥淑芬與集團CEO楊國猛及業務團隊積極優化公司業務，共同開發創新產品和業務，使公司由經營業務產生的現金淨額大幅上升78%。
加入TOM前，她曾任和記黃埔有限公司之集團高級法律顧問。

## 外部連結
- TOM集團首頁（页面存档备份，存于）